# Региональный форум АСЕАН
Региональный форум Ассоциации государств Юго-Восточной Азии по безопасности  (АРФ) (англ. ASEAN Regional Forum (ARF)) — основной механизм многостороннего общерегионального политического диалога в рамках АСЕАН по всему спектру вопросов, связанных с обеспечением мира и стабильности в АТР.
Форум объединяет 26 стран (Австралию, Бангладеш, Бруней, Вьетнам, Восточный Тимор, Индию, Индонезию, Камбоджу, Канаду, Китай, КНДР, Лаос, Малайзию, Монголию, Мьянму, Новую Зеландию, Пакистан, Папуа-Новую Гвинею, Республику Корея, Россию, Сингапур, США, Таиланд, Филиппины, Шри-Ланку и Японию), а также Евросоюз. Заявки на участие в АРФ подали Казахстан, Киргизия и Афганистан.
Председателем АРФ является министр иностранных дел страны, председательствующей в АСЕАН.
Асеановский региональный форум был создан в 1994 г. в рамках превентивной дипломатии. Встречи проводятся ежегодно в одной из столиц АСЕАН. Согласно бюллетеню председателя на первом АРФ, целями АРФ являются:
1. стимулирование конструктивных диалогов и консультаций по вопросам политики и безопасности;
2. создание весомого вклада в усилия, направленные на создание доверительных отношений и превентивной дипломатии в Азиатско-Тихоокеанском регионе[3].

В рамках этого форума существуют две «дорожки»: по первой диалог ведётся на официальном межправительственном уровне, а по второй — между НПО и академическими кругами.

## Деятельность АРФ
Деятельность АРФ предполагает три последовательных этапа развития. Первый — реализация мер доверия в регионе, второй — превентивная дипломатия и третий — создание в АТР механизмов предотвращения и урегулирования конфликтов. К настоящему моменту принимаются меры по переходу от первого ко второму этапу.
Создана трехступенчатая структура работы АРФ, на вершине которой — ежегодные сессии на уровне министров иностранных дел (как правило, в июле).
Для подготовки министерских сессий раз в год проводятся совещания старших должностных лиц (СДЛ) на уровне заместителей министров иностранных дел/директоров департаментов внешнеполитических ведомств.
Практическая работа по реализации принятых министрами решений ведется в рамках Межсессионной группы поддержки по мерам доверия и превентивной дипломатии (МГП-МДПД), заседания которой созываются дважды в год под сопредседательством страны-члена АСЕАН и государства-диалогового партнёра Ассоциации.
В 2004 г. в Секретариате АСЕАН в Джакарте создана секция АРФ, оказывающая техническое и административное содействие Председателю форума.
Основные направления деятельности АРФ — противодействие терроризму и транснациональной преступности, чрезвычайное реагирование, нераспространение и разоружение, морская безопасность. По каждому из этих четырёх треков под сопредседательством стран-членов АСЕАН и партнёров по диалогу раз в год проводится соответствующая Межсессионная встреча.
Антитеррористическое сотрудничество — важная составляющая деятельности АРФ. Согласованные обязательства участников сведены в матрицу «Рамочные договоренности о сотрудничестве между участниками АРФ в области противодействия терроризму и транснациональной преступности», утвержденную министрами в Маниле в 2007 г.

## Основополагающие документы
- Концепция развития процесса АРФ
- Видение АРФ до 2020 г. и План действий по его реализации
- Концепция и принципы превентивной дипломатии
- Об укреплении роли председателя АРФ
- О Группе друзей Председателя АРФ
- Реестр экспертов и видных деятелей
- Обзор процесса АРФ
- Развитие взаимодействия между первой и второй «дорожками» АРФ, а также между АРФ и другими региональными и международными организациями в сфере безопасности

Ежегодно составляется сборник «Обзор безопасности в АТР», в который входят статьи стран-участниц форума с национальными оценками основных вызовов и угроз в регионе.

## Позиции ключевых участников в АРФ

### Россия
Российская сторона уделяет приоритетное внимание наращиванию общерегиональных усилий по нейтрализации новых угроз и вызовов, в частности борьбе, с кибертерроризмом и киберпреступностью.
Участие в АРФ для России образца начала 90-х годов было важным, в первую очередь, с той точки зрения, что это подчёркивало её статус в качестве восточноазиатской и тихоокеанской державы. Россия получила возможность участвовать в обсуждении вопросов региональной политики и безопасности, что помогало ей больше включаться в региональные отношения и укреплять доверие в отношениях с государствами региона. Участие в многосторонних организациях и прочих инициативах, сотрудничество со странами АСЕАН стали неотъемлемой частью региональной политики России.
С начала 2000-х российская сторона начинает играть более активную роль в деятельности АРФ в области преодоления нетрадиционных угроз безопасности, таких как противодействие терроризму и транснациональной преступности, чрезвычайное реагирование, борьба с пиратством. Россия неоднократно выступала в качестве сопредседателя межсессионных рабочих группы и межсессионных встреч по противодействию терроризму и транснациональной преступности — МВ-ПТТП. Решением 17-й сессии АРФ за Россией в рамках форума закреплена роль формального лидера (вместе с Малайзией и Австралией) в борьбе с кибертерроризмом.
В 2009—2010 гг. межсессионном году Россия (вместе с Брунеем) была сопредседателем Межсессионной встречи по противодействию терроризму и транснациональной преступности — МВ-ПТТП (Бандар-Сери-Багаван, 28-30 апреля 2010 г.). Решением 17-й сессии АРФ за Россией в рамках форума закреплена роль формального лидера (вместе с Малайзией и Австралией) в борьбе с кибертерроризмом. В этом качестве наша страна внесла весомый вклад в подготовку обновленного профильного Рабочего плана АРФ на 9-й МВ-ПТТП (Куала-Лумпур, 30-31 мая 2011 г.). Сопредседатели МВ-ПТТП в 2011—2012 межсессионном году — Вьетнам и Канада.
Повышенную актуальность в деятельности форума приобретают вопросы обеспечения морской безопасности, особенно в контексте усиления пиратской активности в регионе. Представители Главного штаба ВМФ России принимали участие в 3-й Межсессионной встрече АРФ по безопасности на море — МВ-БМ (Токио, 14-15 февраля 2011 г.). В ходе мероприятия рассматривались вопросы обмена информацией, обсуждался проект Рабочего плана АРФ по безопасности на море. Доминировала тема необходимости налаживания сетевой работы среди стран-участниц форума. Сопредседатели МВ-БМ в 2011—2012 межсессионном году — Индонезия, Южная Корея и США.
Из интервью РИА Новости заместителя директора департамента информации и печати МИД РФ Марии Захаровой об отношениях России и АСЕАН:
Исходим из того, что АРФ, образованный в 1994 году, призван стать ключевым инструментом практического взаимодействия по укреплению безопасности и поддержанию мира в АТР, важной опорой формирующейся региональной архитектуры. Форум объединяет 27 участников, включая страны-члены АСЕАН и диалоговых партнеров.
Россия настроена на продолжение инициативного участия в деятельности межсессионных механизмов АРФ по основным трекам: меры доверия и превентивная дипломатия, противодействие терроризму и организованной преступности, разоружение и нераспространение ОМУ, чрезвычайное реагирование, морская безопасность.
Повышенное внимание уделяем вопросам налаживания сотрудничества в сфере обеспечения безопасности использования информационно-коммуникационных технологий. Россия, Малайзия и Австралия в качестве кураторов киберпроблематики в АРФ ведут подготовку профильного рабочего плана.
Традиционно дискуссия в рамках АРФ фокусируется на острых региональных и международных проблемах, таких как ситуация на Корейском полуострове, ближневосточное урегулирование, иранская ядерная программа, Сирия, Ирак, Афганистан, территориальные споры в регионе.
Россия выступает за решение этих проблем исключительно мирными, политико-дипломатическими методами на основе действующих норм международного права.
По итогам 21-й сессии АРФ предстоит одобрить обновленный Рабочий план по борьбе с терроризмом и транснациональной преступностью,
Заявление об укреплении координации и сотрудничества при проведении поисково-спасательных операций на море и в воздушном пространстве (соавторы Россия и Китай), Заявление о сотрудничестве в предотвращении, предупреждении, реагировании и устранении ущерба от нефтяных разливов, а также перечень совместных мероприятий на 2014—2015 межсессионный период. Рассчитываем на то, что их реализация будет способствовать укреплению взаимопонимания и сотрудничества в регионе."
С 2022 по 2024 годы Россия (вместе с Индонезией) сопредседательствовала в механизме Межсессионных встреч АРФ по обеспечению безопасности ИКТ.
Азиатское направление является одним из наиболее важных для России, и Москва прилагает всё больше усилий для политической интеграции в АТР. Однако, участвуя во встречах Регионального Форума, Россия старается избегать обсуждения наиболее спорных вопросов, затрагивающих стратегические интересы участников. Во-первых, стратегические партнёры России в Азии, Вьетнам и Китай, являются антагонистами в спорах в Южно-Китайском море. Следовательно, солидарность с одним означает осложнение отношений с другим. Во-вторых, Россия не обладает достаточной материальной мощью в Восточной Азии, сопоставимой, например, с флотом США или экономическим весом Китая, которая могла бы подкрепить дипломатическую позицию Москвы.

### США
С окончания холодной войны позиция Вашингтона по отношению к многосторонним институтам в целом, и Региональному форуму в частности, претерпела значительные изменения, которые во многом зависели от политики и взглядов действующей Администрации.
Позиция администрации Клинтона по отношению к многосторонним институтам, в отличие от позиции предшествующей администрации Дж. Буша-старшего, во многом была продиктована стремлением к либерализации, институционализации и многосторонности. Так, заместитель госсекретаря по делам Восточной Азии и Тихоокеанского региона Уинстон Лорд обозначил в качестве одной из основных целей американской политики тех лет «развитие многосторонних форумов по консультациям в сфере безопасности», и подчеркнул, что США будут «принимать полноценное участие» в работе диалога по безопасности в формате Постминистерских встреч АСЕАН, коим впоследствии и стал АРФ. Принятие Америкой АРФ было рациональным шагом. Не было совершенно никакого смысла в сопротивлении, а поддержание подобного института не требовало больших затрат и даже приносило определённые внешнеполитические дивиденды.
Администрация Джорджа Буша-младшего значительно уменьшила степень своего участия в АРФ. Госсекретарь Колин Пауэлл использовал АРФ в качестве площадки для привлечения стран-участниц к борьбе с международным терроризмом. Его преемница Кондолиза Райс и вовсе не всегда посещала встречи Форума, демонстрируя, что у госсекретаря есть более важные дела, такие как, например, урегулирование Ближневосточного кризиса.
С приходом администрации Барака Обамы, на фоне роста политикоэкономического потенциала Китая, США осознали, что сдают позиции в АТР. Чтобы восстановить былой уровень влияния, Вашингтон официально закрепил тихоокеанский вектор в качестве основного внешнеполитического направления, в котором существенное значение отводилось участию в многосторонних форумах.
На последнем саммите АСЕАН и в рамках Регионального форума США не остались в стороне от обсуждений вопросов, касающихся ЮжноКитайского моря. Позиция США сводилась к тому, что их необходимо обсуждать в расширенном формате, привлекая все заинтересованные стороны. Наметившийся в АСЕАН раскол может быть грамотно использован Вашингтоном для сближения с рядом государств АСЕАН, которые со всё большей опаской относятся к Китаю.

### Китай
Изначально Китай был чрезвычайно насторожен в отношении АРФ по ряду причин. Во-первых, Пекин опасался, что новый многосторонний региональный механизм будет находиться под влиянием Вашингтона и послужит каналом для транслирования воли США и критики Китая. Во-вторых, Пекин опасался того, что многосторонние форумы могут «интернационализировать» чувствительные двусторонние проблемы, в решении которых Китай обладал экономическими рычагами, позволяющие ему отстаивать свои интересы. Тем самым участие в Форуме, по мнению Пекина, могло ограничить спектр его внешнеполитических приёмов. Китай считает, что двусторонние проблемы должны решаться непосредственно двумя сторонами, а многосторонние меры только осложнят существующее положение дел и принятие финального решения.
Но, несмотря на свои опасения, Китай всё-таки присоединился к Региональному форуму в 1994 году. Со временем скептическое отношение начало сменяться более конструктивным подходом. В частности с 2001 года значительно выросли количество и качество участия Китая в АРФ. КНР не только предлагала принимать у себя встречи в рамках АРФ или сопредседательствовать на них, но также выступала со смелыми предложениями по развитию более тесного сотрудничества между участниками Форума. С 2004 года Китай начал на регулярной основе участвовать в публикации «Ежегодного обзора безопасности АРФ» (ARF’s Annual Security Outlook). Несмотря на то, что китайские доклады по уровню прозрачности по-прежнему не дотягивали до уровня докладов западных государств, оборонные «белые книги» Китая стали содержать гораздо больше информации о действующей доктрине НОАК и её стратегии. Учитывая прежнюю настороженность Китая в данном вопросе, нельзя недооценивать тот прогресс, который был сделан.
На фоне обострения ситуации в Южно-Китайском море, Пекин недоволен, что этот вопрос выходит на первый план обсуждений АРФ. В 2012 году Китай приложил массу усилий для того, чтобы дискуссии в рамках Форума по вопросу урегулирования споров вокруг Южно-Китайского моря либо шли в выгодном для него русле, либо не шли вовсе. Оказанное на Камбоджу влияние существенно смешало карты обсуждений как на встречах АСЕАН, так и АРФ. Таким образом, сложившееся положение показывает, что Пекин обладает рычагами, необходимыми для того, чтобы в значительной степени влиять на развитие ситуации. Наметившийся раскол в АСЕАН, по мнению Китая, свидетельствует лишь о комплексности проблемы, а участие «внешних держав», прежде всего США, ситуацию только осложняет.

### Япония
В конце XX века восточноазиатская политика Японии характеризовалась многосторонним подходом к экономическим отношениям и двусторонним подходом к отношениям в области безопасности. Тем не менее, в 1991 году, с окончанием холодной войны, Токио решил отойти от прежней позиции, примером чему явилось весьма неожиданное предложение министра иностранных дел Японии Таро Накаямы о создании многостороннего диалога по безопасности в формате Пост-министерских встреч АСЕАН. Несмотря на то, что предложение на тот момент не нашло отклика, в конечном итоге оно всё-таки материализовались в виде Регионального Форума АСЕАН.
Изначально Форум для Токио представлял инструмент построения доверия в регионе и координации политик государств по широкому кругу вопросов региональной политики. Япония использовала Форум для генерирования позитивного имиджа в восприятии государств региона, а также для того, чтобы в нужные моменты сближаться с Китаем или сдерживать его.
Япония всегда принимала активное участие в обсуждениях, деятельности межсессионных групп и межсессионных встреч Регионального форума, играя роль посредника между более активными участниками Форума — Австралией, США — и менее активными — Китаем и рядом стран АСЕАН. Несмотря на то, что организация развивалась и обрастала новыми соглашениями и рабочими группами, со временем для Японии стала очевидной неспособность Форума качественно прогрессировать и решать существенные проблемы безопасности. К концу 1990-х годов интерес Токио к участию в форуме начал постепенно падать.
На современном этапе Япония не питает иллюзий относительно возможности качественной трансформации Форума. В последнее время японские дипломаты всё чаще говорят о приверженности «сетевой дипломатии» («network diplomacy»), сочетающей в себе двусторонние и многосторонние внешнеполитические меры. При этом АРФ остаётся для Японии лишь диалоговой площадкой для построения доверия и согласования политических позиций, а двусторонний альянс США попрежнему сохраняет роль главного гаранта безопасности.

### Индия
Индия присоединилась к Региональному форуму АСЕАН в 1996 году, спустя год после того, как получила статус партнёра по диалогу АСЕАН. Многоплановое сотрудничество со странами АСЕАН и участие в Региональном форуме АСЕАН, наряду с участием в Восточноазиатских Саммитах, являются главными институциональными элементами воплощения курса «Взгляда на Восток» («Look East»), принятого в 1992 году, а также опорами политического присутствия Индии в регионе.
Индия принимает активное участие во всех механизмах по линии Форума. Она выступала в качестве организатора ряда тематических семинаров и программ для стран-членов АРФ, по следующим темам: миротворчество, морская безопасность, борьба с пиратством, кибербезопасность. Что касается споров вокруг островов Южно-Китайского моря, выходящих сейчас на первый план обсуждений в рамках Форума, Дели выступает за принятие Кодекса поведения в Южно-Китайском море. При этом Индия воздерживается от каких-либо активных действий и официально не поддерживает ни одну их спорящих сторон.
АРФ для Индии является лишь элементом воплощения стратегии «Взгляда на Восток», которая за прошедшие десятилетия получила неоднозначные оценки экспертов. Индия хоть и сблизилась со странами региона, в чём Форум сыграл существенную роль, но по ряду причин не стала существенным элементом политической архитектуры региона. Страна по-прежнему в основном озабочена проблемами её родного региона — Южной Азии, несмотря на желание активно присутствовать в Восточной Азии. Однако в свете обострения противоречий внутри Форума у Индии есть хороший шанс проявить активность и, не будучи напрямую втянутой в конфликт, внести вклад в конструктивное решение проблемы.